# خوريستي
كوريستي (Χωριστή) هي مدينة في دراما في مقاطعة فوريا إلادا في اليونان.